# Raufarhöfn
Raufarhöfn är en ort på Island. Den ligger i regionen Norðurland eystra, i den nordöstra delen av landet. Antalet invånare är 174.

## Historia
Under några år hade denna lilla by Islands största exporthamn. På 1940- och 1950-talet dominerade sillrushen den isländska ekonomin och Raufarhöfn var en viktig plats i den ekonomin. Men när sillen tog slut var effekten förödande för byn. Detta är anledningen till att de gamla och intressanta fabriksbyggnaderna finns kvar. I byn finns ett modernt monument som kallas "Arctic Henge" som är i linje med himlen och är inspirerad av den mytomspunna Edda-dikten Völuspá (Sierskans profetia). Från och med 2021 har byn 174 invånare. Det var under de stora sillfångsterna i mitten av 1900-talet som byn hade en stor fiskberedningsstation.